# Bátor
Bátor je obec v severovýchodním Maďarsku na severu župy Heves v okresu Eger v Bukových horách. Žije zde 361 obyvatel.

## Historie
První písemná zmínka o vsi pochází z roku 1283, kdy se nazývala Batur. V roce 1295 již byla samostatnou obcí a sousedila s hradem Szarvaskő, který vlastnilo Egerské biskupství. Toho roku biskup Endre získal Bátor od Marzsó Póse výměnou za Bátony.
Jméno obce figuruje v seznamu papežských desátků z let 1332-1337 jako Batúr. V letech 1326-1372 obec vlastnil rod Báthoryů.
V 16. století se vydrancované území vylidnilo. V 17. století se rozdělilo na  šlechtický Kisbátor a kapitulní Nagybátor, v letech 1688 až 1701 opět zpustlý a vylidněný. 
V roce 1910 zde žilo 767 Maďarů, z nich bylo 754 římských katolíků a 10 Izraelitů. 
Díky příznivým geografickým podmínkám a plně rozvinuté infrastruktuře se ekonomika převážně zemědělské obce dobře rozvíjela.

## Geografie
Obec se nachází asi 10 km jihovýchodně od okresního města Bélapátfalva. Od města s župním právem Eger leží asi 13 km severozápadně.
Obcí dále protéká potok Laskó, do něhož se v obci vlévá potok Bocsi. Obec se nachází v Bukových horách ve výšce 231 m n. m.

## Památky
- Kostel sv. Emericha (Szent Imrö)

## Osobnosti
- Samu Borovszky (1860-1901) - historik a genealog srbské národnosti